# Barbette
Pour les articles homonymes, voir Barbette (homonymie).

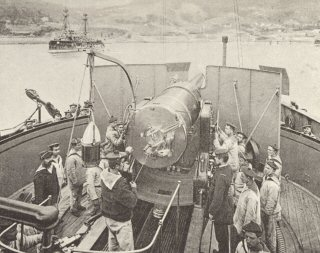
Barbette du cuirassé (1876, photographiée ici vers 1900).

En artillerie, une barbette est un type de canon monté sur une plateforme à ciel ouvert (par opposition à une casemate) et tirant par-dessus un parapet (et non à travers une embrasure dans la fortification). L'arme sera fréquemment montée sur un pivot pour tirer « tous azimuts » et peut porter un blindage complémentaire. L'arme et ses servants sont protégés des coups directs, mais non des coups indirects. Par extension, la barbette désigne le blindage qui les protège. Ce blindage est fixe, ce qui distingue la barbette de la tourelle (formule dans laquelle le blindage est lui aussi porté par le pivot). Il est souvent conique ; il peut être en débord ou en porte à faux pour gagner de la place (notamment sur un navire de guerre ou un avion). 
Au cours du XIXe siècle, l'artillerie principale des navires fut déplacée des ponts inférieurs vers une position en barbette sur le pont principal, puis en tourelle (formule plus complexe, mais plus compacte, plus maniable, et offrant une meilleure protection). La barbette resta en usage pour une partie de l'artillerie secondaire.